# Dolichos
Dolichos és un gènere de plantes amb flors dins la família Fabaceae. Hi pertany la mongeta egípcia (Dolichos lablab). Consta d'unes 396 espècies, principalment són plantes enfiladisses tropicals. El nom deriva del grec i vol dir "llarg".

## Taxonomia
- Dolichos aciphyllus
- Dolichos angustifolius
- Dolichos angustissimus
- Dolichos antunesii
- Dolichos argyros
- Dolichos axilliflorus
- Dolichos bellus
- Dolichos bianoensis
- Dolichos brevidentatus
- Dolichos capensis
- Dolichos cardiophyllus
- Dolichos complanatus
- Dolichos compressus
- Dolichos corymbosus
- Dolichos decumbens
- Dolichos dinklagei
- Dolichos dongaluta
- Dolichos elatus
- Dolichos falciformis
- Dolichos fangitsa
- Dolichos filifoliolus
- Dolichos formosanus
- Dolichos fragrans
- Dolichos glabratus
- Dolichos glabrescens
- Dolichos grandistipulatus
- Dolichos gululu
- Dolichos hastiformis
- Dolichos homblei
- Dolichos ichthyophone
- Dolichos junghuhnianus
- Dolichos karaviaensis
- Dolichos katali
- Dolichos kilimandscharicus Taub.
- Dolichos linearifolius
- Dolichos linearis
- Dolichos longipes
- Dolichos lualabensis
- Dolichos luticola
- Dolichos magnificus
- Dolichos mendoncae
- Dolichos minutiflorus
- Dolichos nimbaensis
- Dolichos oliveri Schweinf.
- Dolichos peglerae
- Dolichos petiolatus
- Dolichos pratensis
- Dolichos pseudocajanus
- Dolichos pseudocomplanatus
- Dolichos quarrei
- Dolichos reptans
- Dolichos rhombifolius
- Dolichos schweinfurthii
- Dolichos sericeus
- Dolichos sericophyllus
- Dolichos serpens
- Dolichos simplicifolius
- Dolichos smilacinus
- Dolichos splendens
- Dolichos staintonii
- Dolichos subcapitatus
- Dolichos tenuicaulis
- Dolichos thorelii
- Dolichos tonkouiensis
- Dolichos trilobus
- Dolichos trinervatus Baker
- Dolichos ungoniensis
- Dolichos xiphophyllus
- Dolichos zovuanyi